# Rui Tsukiyo
Rui Tsukiyo (japanisch 月夜 涙 Tsukiyo Rui; * in der Präfektur Gunma) ist ein anonym agierender Romancier und Mangaka.

## Werdegang
Tsukiyo, dessen Geschlecht lange Zeit unbekannt war, erhielt im Jahr 2015 eine Auszeichnung beim Monster Bunko Taisho für das Werk Elf Tensei kara no Cheat Kenkokuki, welches zunächst auf der Online-Plattform Shōsetsuka ni Narō erschien und später bei Monster Bunko in gedruckter Form veröffentlicht wurde.
2018 erhielt Tsukiyos Light Novel Shijou Saikyou Orc-san no Tanoshii Isekai Harem-zukuri eine Auszeichnung bei den Shōgakukan Light Novel Award für das beste Debüt, welcher mit 500.000 Yen dotiert ist.
Seit 2017 erscheint bei Kadokawa Shoten Tsukiyos Light-Novel-Reihe Kaifuku Jutsushi no Yarinaoshi, eine Fantasy-Buchreihe, in welcher der Protagonist Keyaru – ein Heilmagier – in die Vergangenheit reist, um sich an seine damalige Heldengruppe zu rächen. Auch dieser erschien zunächst auf Shōsetsuka ni Narō. Im November 2019 wurde die Produktion einer Anime-Fernsehserie angekündigt und von der nichtjapanischen Animeszene kontrovers diskutiert.
Weitere Werke Tsukiyos stellen die Manga-Reihen Slime Tensei. Dai Kenja ga Yōjo Elf ni Dakishimeraretemasu, Dungeon Builder: The Demon King’s Labyrinth is a Modern City! und The World’s Finest Assassin dar, die teilweise außerhalb Japans erscheinen. So wurde Dungeon Builder von Seven Seas Entertainment und The World’s Finest Assassin von Yen Press lizenziert.

## Werke (Auswahl)
- Elf Tensei kara no Cheat Kenkokuki, Light Novel, 2015–2016, bei Shōsetsuka ni Narō, später Overlap, 3 Bände
- Elf Tensei kara no Cheat Kenkokuki, Manga, bei Square Enix, 4 Bände
- Cheat Majutsu de Unmei wo Nejifuseru, Light Novel, 2015–2018, bei Monster Bunko, Futabasha, 7 Bände
- Maō-sama no Machizukuri!: Saikyō no Dungeon wa Kindai Toshi, Light Novel, seit 2016, bei SB Creative, 8 Bände
- Dungeon Builder: The Demon King’s Labyrinth is a Modern City!, seit 2018, bei Overlap, 4 Bände
- Kaifuku Jutsushi no Yarinaoshi, Light Novel, seit 2017, bei Kadokawa Shoten, 9 Bände
- Kaifuku Jutsushi no Yarinaoshi, Manga, seit 2018, bei Kadokawa Shoten, 6 Bände
- The World’s Finest Assassin, Light Novel, seit 2019, bei Kadokawa Shoten, 6 Bände
- The World’s Finest Assassin, Manga, bei Kadokawa Shoten, 2 Bände